# Kunstturnen Reichsheer-Deutsche Turnerschaft
Der Kunstturnwettkampf Reichsheer-Deutsche Turnerschaft war eine turnerische Großveranstaltung, die am 31. März 1935 vor über 5.000 Zuschauern im Berliner Sportpalast stattfand. Sie sollte den Abschluss der Winterhilfsarbeit der Deutschen Turnerschaft und des NSRL des Jahres 1935 bilden.

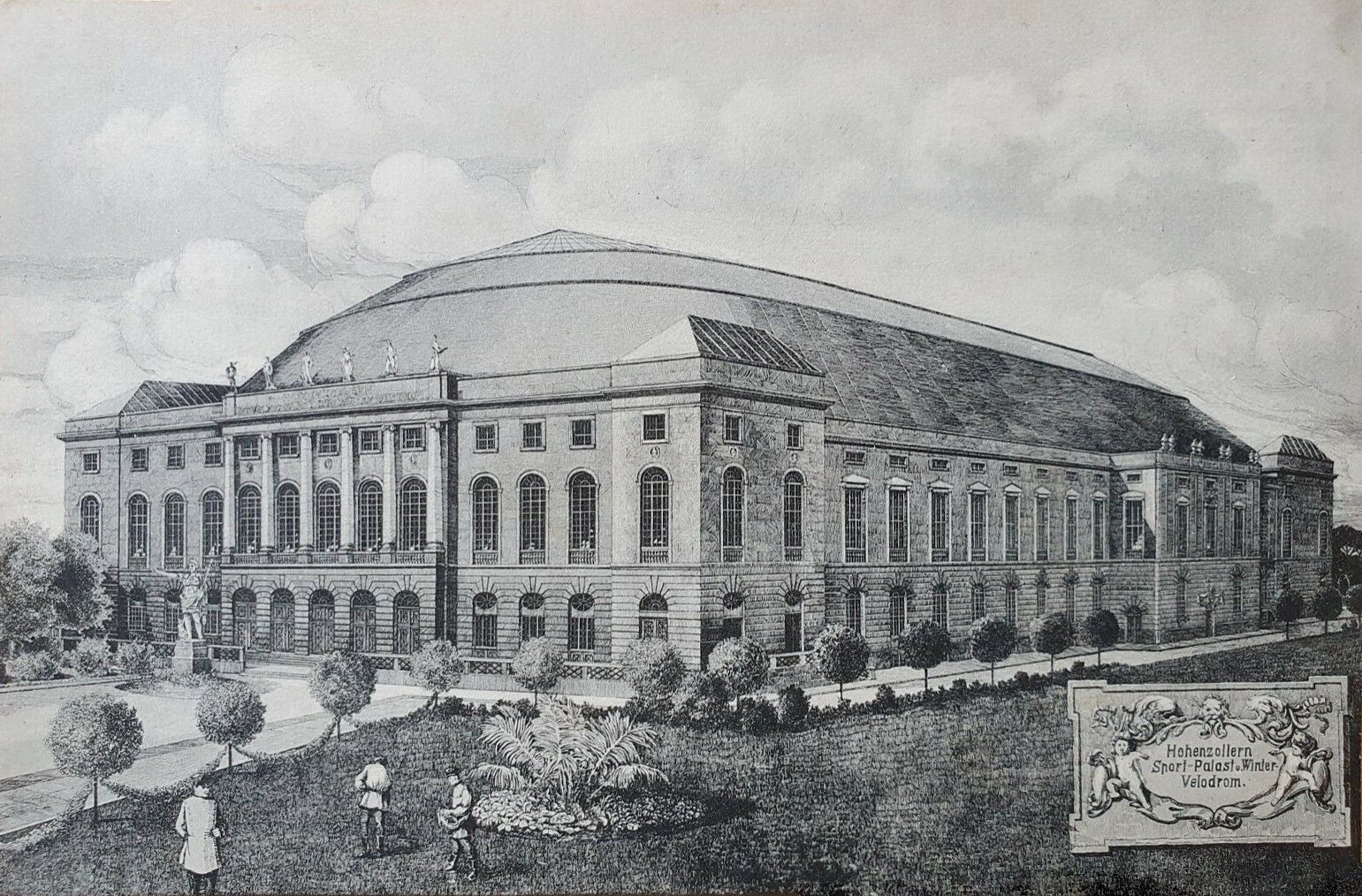
Berliner Sportpalast

## Vorbereitung
Der Kunstturnwettkampf fand allgemeine Beachtung in der Sportpresse, so z. B. der Deutschen Turnzeitung und der Regionalpresse, insbesondere der Regionen aus der die Turner kamen. Zudem berichteten die Zeitungen des Austragungsortes Berlin umfangreich, u. a. der Berliner Lokal-Anzeiger und die Propagandazeitung Der Angriff.

Die Freiburger Zeitung notierte zu dem Wettkampf:

„Der am 31. März im Berliner Sportpalast stattfindende Kunstturnwettkampf zwischen einer Mannschaft des Reichsheeres und einer Riege der Deutschen Turnerschaft gehört zu den bedeutendsten Gerätwettkämpfen, die jemals in Deutschland ausgetragen wurden. (...)“

## Verlauf
Erwartungsgemäß setzte sich die Mannschaft der DT gegen das Reichsheer durch. Dennoch gelangen den Turnern des Reichsheeres einige gute Resultate. So war ihr Gesamtergebnis im Pferdsprung besser als das der Deutschen Turnerschaft und im Pferdschwung fehlte es nur an einem Punkt zum Gleichstand. Die Deutsche Turnerschaft setzte sich im Endergebnis mit 993,9 Punkten zu 965,2 Punkten durch.

## Abschluss
Die Siegerehrung wurde durch den Reichswehrminister von Blomberg vorgenommen, der der siegreichen Mannschaft die Ehrenkränze überreichte. In seiner Ansprache betonte von Blomberg, dass man nicht von Siegern und Besiegten reden könne, da hierfür die Leistungen zu großartig gewesen seien. Zudem äußerte er den Wunsch, dass dieser Wettkampf noch oft in einer solchen Harmonie zur Durchführung gelangen würde.
Abschließend überreichte Generalmajor von Schomburg im Namen des Chefs der Heeresleitung den Mitgliedern beider Riegen eine durch General von Fritsch unterschriebene Radierung des Berliner Ehrenmals.